# Euphorbia labatii
Euphorbia labatii Rauh & Bard.-Vauc. es una especie fanerógama perteneciente a la familia de las euforbiáceas.

## Distribución geográfica
Es endémica de Madagascar en la Provincia de Antsiranana.

## Descripción
Es una rara y pequeña especie perenne con tallo carnoso que se encuentra en las laderas rocosas de los inselbergs.

## Taxonomía
Euphorbia labatii fue descrita por Rauh & Bard.-Vauc. y publicado en Succulentes 22(4): 3–6. 1999.
Etimología
Euphorbia: nombre genérico que deriva del médico griego del rey Juba II de Mauritania (52 a 50 a. C. - 23), Euphorbus, en su honor – o en alusión a su gran vientre –  ya que usaba médicamente Euphorbia resinifera. En 1753 Carlos Linneo asignó el nombre a todo el género.
labatii: epíteto otorgado en honor del botánico francés Jean-Noël Labat (1959 - 2011) quien fue un estudioso de la flora de Madagascar.